# Fjodor Iljitsch Dan

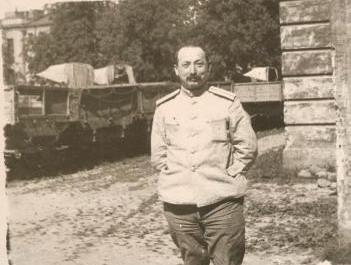
Fjodor Iljitsch Dan

Fjodor Iljitsch Dan (russisch Фёдор Ильич Дан, eigentlich Fjodor Iljitsch Gurwitsch; * 19. Oktober 1871 in Sankt Petersburg; † 22. Januar 1947 in New York) war ein russischer Arzt und führender Menschewik.

## Leben
Von 1889 bis 1895 studierte er an der Kaiserlichen Universität Dorpat.
Dan wurde 1894 Mitglied der Sozialdemokratischen Partei und war 1896 Begründer des »Kampfbunds zur Befreiung der Arbeiterklasse« zusammen mit Lenin und Martow. Nach der Februarrevolution 1917 war er Mitglied des Petrograder Sowjets, nach der Oktoberrevolution kämpfte er gegen die Regierung der Bolschewiki. 1921 wurde er verhaftet und 1922 aus der Sowjetunion ausgewiesen. Danach lebte er in Berlin (wo er 1922 seine Memoiren veröffentlichte), Paris und New York.
Fjodor Dan war mit Martows Schwester Lydia Cederbaum verheiratet. Die gemeinsame Tochter Anna verstarb im Kindesalter.

## Werke
- Dva goda skitanij 1919-1921, Berlin, Hermann Verlag, 1922.
  - englische Übersetzung: Two Years of Wandering, hrsg. und übers. von Francis King, London, Lawrence & Wishart, 2016, ISBN 1-910448-72-9.
- Proischoždenie bolʹševizma. K istorii demokratičeskich i socialističeskich idej v Rossii posle osvoboždenija krestʹjan, New York, Novaja Demokratija, 1946.
  - deutsche Übersetzung: Der Ursprung des Bolschewismus. Zur Geschichte der demokratischen und sozialistischen Idee in Russland nach der Bauernbefreiung, übers. von Agnes Schwarzschild, Hannover, Dietz, 1968.
- Fedor I. Dan und Otto Bauer: Briefwechsel (1934-1938), hrsg. von Hartmut Rüdiger Peter, Frankfurt a. M., Campus, 1999, ISBN 3-593-36313-5.